# Подводный трубопровод
Подводный трубопровод — трубопровод, уложенный ниже поверхности воды при пересечении водных объектов (рек, водохранилищ, озёр, морских акваторий). Также к подводным трубопроводам относят и трубопроводы, прокладываемые в болотах.

## Общие сведения
Подводные трубопроводы получают название в зависимости от того, по дну какого водного объекта они проложены (речные, болотные, морские трубопроводы). Если трубопровод полностью пересекает водную преграду в составе магистрального трубопровода, он называется переходом трубопровода через соответствующую водную преграду (например, переход трубопровода через Волгу, Камское водохранилище и т. п.).
Подводные трубопроводы находятся в сложных условиях эксплуатации, и помимо рабочего давления транспортируемого продукта нагружены ещё и внешним гидростатическим давлением воды. Также на них могут воздействовать волны и течения.
Трубы для подводных газопроводов и нефтепроводов производят в основном из низколегированной стали. Толщина стенки труб выбирается в зависимости от внутреннего давления, характера водной преграды, вида транспортируемого продукта и других условий.
У подавляющего большинства подводных трубопроводов трубы имеют внешнее изоляционное покрытие для защиты от коррозии и футеровку, предохраняющую это покрытие от механических повреждений. Подводные газопроводы, а так же прочие подводные трубопроводы для транспортировки лёгких продуктов, имеют дополнительную балластировку в виде нанесенного бетонного покрытия, либо навешенных железобетонных или чугунных грузов.
Для увеличения надёжности подводного трубопровода, предназначенного для транспортировки агрессивных продуктов применяют конструкции типа «труба в трубе». Внутренняя труба предназначена для транспортируемого продукта, а пространство между трубами заполняется инертным газом (например, азотом) или жидкостью. Для электрохимической защиты подводного трубопровода от коррозии применяют цинковые протекторы.

## Классификация
Все подводные трубопроводы классифицируются следующим образом:

### По глубине погружения
- особо глубоководные — глубже 400 м;
- глубоководные — от 40 до 400 м;
- средней глубины — от 10 до 40 м;
- мелководные — до 10 м.

### По внутреннему давлению
- высокого давления — давление больше 12 кгс/см2
- низкого давления — давление меньше12 кгс/см2
- самотёчные.

### По виду укладки на дне водоёма
- по дну без заглубления
- по дну с заглублением
- выше дна с закреплением на опорах или поплавках.

### По характеру воздействия перекачиваемого продукта на окружающую среду
- катастрофическое
- особо неблагоприятное
- неблагоприятное
- нейтральное.

## Прокладка
На небольших глубинах трубопровод обычно укладывают в подводную траншею. При укладке на большой глубине трубопровод укладывают непосредственно на дно водоёма. На небольшую глубину трубопроводы укладывают погружением с поверхности воды. Участки подводного трубопровода могут сооружаться протаскиванием трубопровода, смонтированного на берегу, по дну подводной траншеи.
При прокладке подводного трубопровода методом постепенного заглубления обетонированный трубопровод укладывают на спланированное дно водоёма, образованное рыхлыми породами, после чего по трубопроводу несколько раз проходит вперед-назад самоходный трубозаглубитель, послойно удаляя из под него грунт. При этом трубопровод под действием собственного веса опускается на дно водоёма, после чего засыпается.
При использовании метода направленного бурения под дном сначала прокладывают трубу-кожух, в которую затем протаскивается рабочая труба. Межтрубное пространство заполняется цементным раствором или другим материалом.
Сооружение глубоководных морских трубопроводов осуществляется с помощью специальных трубоукладочных судов. На этих судах осуществляется сварка труб и опускание трубопровода по стрингеру на дно моря.

## См также
Морской трубопровод